# الرعوية (مسرح سولي)
تعتبر المسرحية الرعوية نوعًا تقليديًا من المسرحية من بلاد الباسك والتي تقام في منطقة سولي (زوبيروا في لغة الباسك) بفرنسا.  يضم مجموعة محددة من الشخصيات والأفعال المتكررة على جميع القطع.  يمثل هذا النوع من المسرح ثنائية بين الأشرار (يرتدون ملابس حمراء، ويطلق عليهم اسم توركاك أو ساتاناك، ويعني حرفيًا "الأتراك" أو "الشياطين") والأبرار (يرتدون ملابس زرقاء، ويطلق عليهم كيريستياك، أي "المسيحيون").  في كل إبداع جديد، يتم عرض قصة مختلفة، حيث يتم تلاوة الأبيات باللغة الزبيروانية الباسكية من قبل اللاعبين باتباع موقف محدد مسبقًا وخطوات على المسرح.  يلعب الغناء والرقص دورًا مهمًا أيضًا، حيث يبلغ الأداء ذروته في الواقع مع عرض كورالي حيث يتم التعبير عن الروح الجماعية.  يتم دعم تطور القصة من خلال الفرقة النحاسية و/أو الزيرولا والمزمار (تون تتون).

على عكس الحدث المسرحي التقليدي الآخر في سولي، الماسكادرة، فإن العرض الرعوي ليس كوميديا بل مأساة، تدور حول شخصية رئيسية، بطل ذو أهمية تاريخية، مرتبط بالمنطقة أو بلاد الباسك، بينما كان قبل النصف الثاني من  في القرن العشرين، كانت الشخصيات التي تم تصويرها عبارة عن أيقونات دينية أو وطنية فرنسية.  في ذلك الوقت، مُنعت النساء من اللعب في الأعمال الرعوية أيضًا، حيث كان يؤدي الأدوار النسائية الرجال.  أثناء إحياء هذا الحدث في العقود التي تلت الحرب العالمية الثانية، تم إلغاء هذه القاعدة وتشارك النساء حاليًا بشكل طبيعي في المسرحيات.

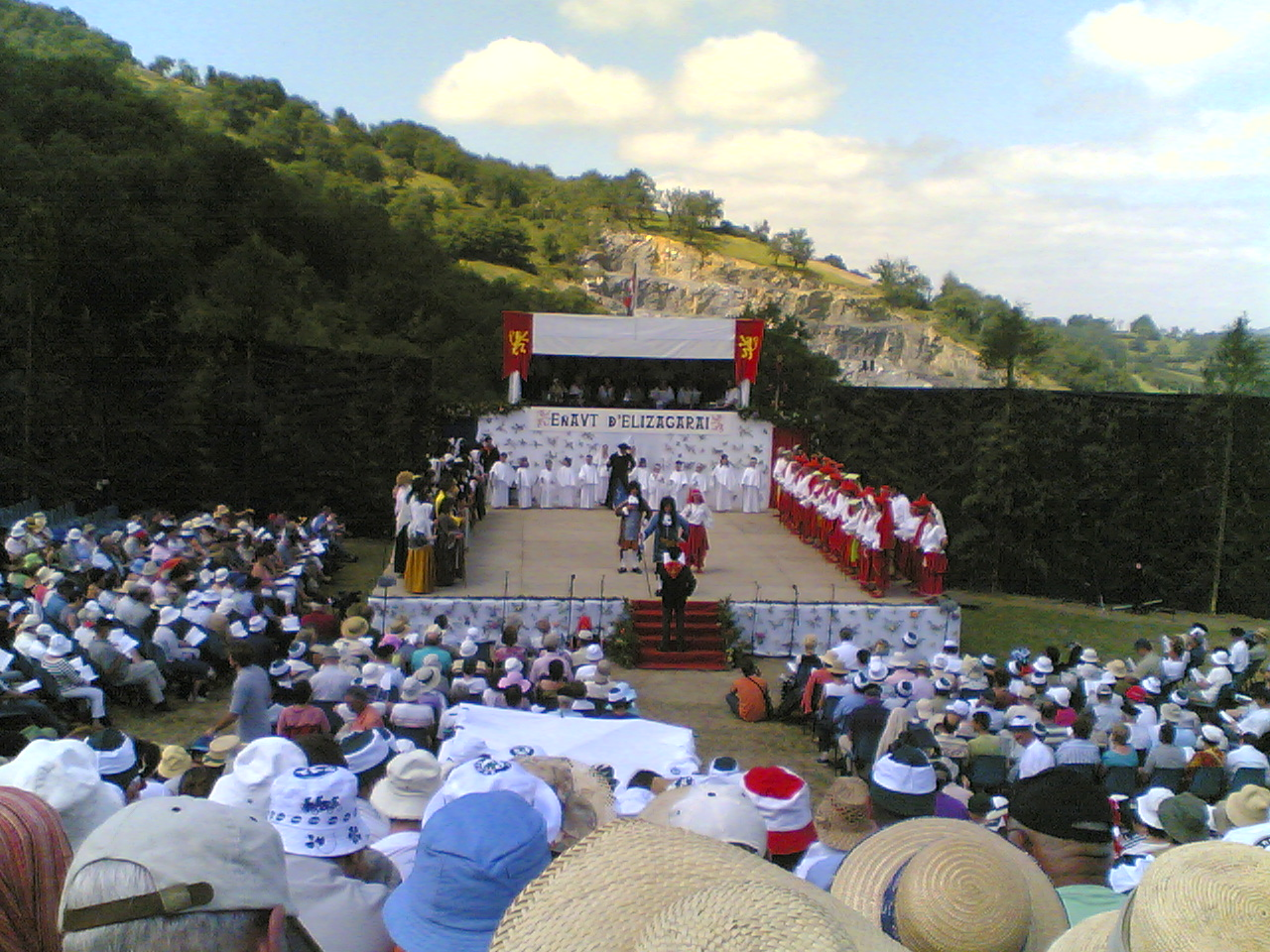
عمل رعوي